# IC 1495
IC 1495 = IC 5327 ist eine Balken-Spiralgalaxie mit aktivem Galaxienkern vom Hubble-Typ SBb im Sternbild Aquarius auf der Ekliptik. Sie ist schätzungsweise 289 Millionen Lichtjahre von der Milchstraße entfernt und hat einen Durchmesser von etwa 120.000 Lichtjahren.
Im selben Himmelsareal befindet sich u. a. die Galaxie IC 1494.
Das Objekt wurde am 3. November 1891 von Stéphane Javelle entdeckt.